# Wrocław 2000 – moje miasto
Wrocław 2000 – moje miasto – wystawa czynna od 5 czerwca 2000 do 25 września 2000 w halach zdjęciowych Wytwórni Filmów Fabularnych we Wrocławiu, pokazująca wydarzenia z historii miasta po II wojnie światowej do roku 2000. Multimedialna ekspozycja, podzielona na zaaranżowane przestrzennie sekcje tematyczne, nawiązywała do Wystawy Ziem Odzyskanych. Wystawę odwiedziło ok. 70 000 osób.

## Założenia
Ekspozycja w założeniu miała tworzyć metaforyczny obraz rozwoju miasta od zakończenia II wojny światowej do końca wieku XX i w wielu punktach odwoływała się do Wystawy Ziem Odzyskanych (Wrocław 1948), odbywającej się w tym samym miejscu.
Ogólna koncepcja opracowana po konsultacjach ekspertów przez autorów wystawy, którymi byli: Włodzimierz Dolatowski, Michał Jędrzejewski, Stanisław Lose i Mieczysław Piróg, obejmowała kilka wyrazistych nurtów. Zobrazowano całkowitą wymianę ludności, która zasiedliła zrujnowane miasto, potem ukazano tworzenie się nowej tożsamości Wrocławia. Podkreślono czynniki integrujące, jak szczytowe osiągnięcia kulturalne lat 60. i 70, wzrost znaczenia uczelni i przemysłu. Osobnym tematem stały się działania wolnościowe lat 80, jako otwarcie na współczesny wizerunek nowoczesnego, europejskiego miasta.
Podsumowanie założeń koncepcyjnych stanowiła idea zorganizowania w przyszłości we Wrocławiu wystawy światowej Expo.

## Wystawa
Forma ekspozycji posiadała charakter zbliżony do scenografii, kojarzący się ze stylistyką teatralizacji we współczesnym wystawiennictwie. Wybudowano strukturę ulic miasta, wypełnioną autentycznymi rekwizytami, elementami fotograficznymi, tekstowymi, filmowymi, obrazowymi i dźwiękowymi, spajającymi multimedialny kształt wystawy.

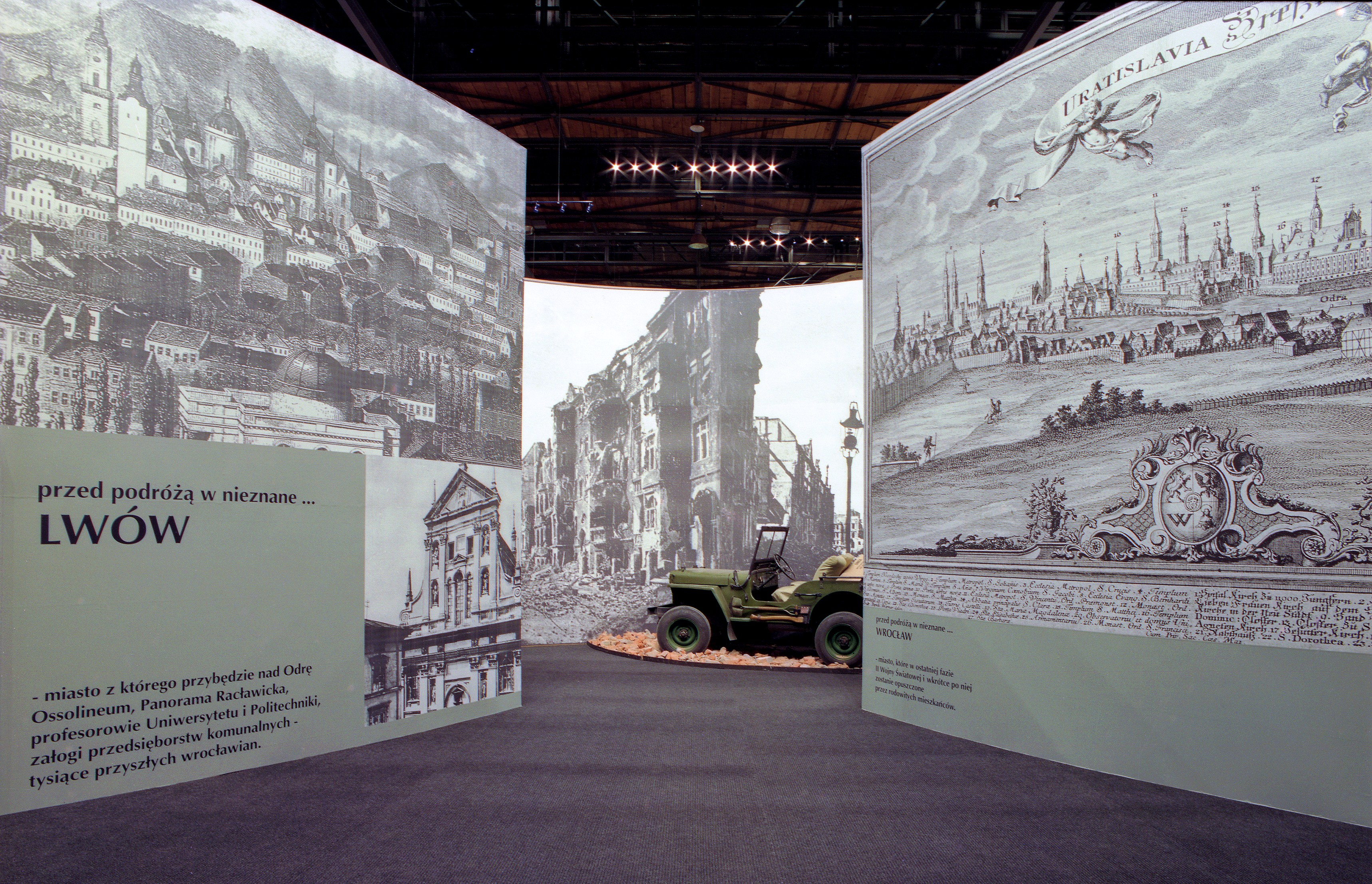
Wystawa Wrocław 2000 – moje miasto, początek ekspozycji

Do sal wystawowych wprowadzały dwa panoramiczne wizerunki Lwowa i Wrocławia, których losy zostały złączone w wyniku II wojny światowej i w których doszło do masowej wymiany mieszkańców.
Zwiedzający następnie zapoznawali się ze strefą wojennych zniszczeń, pierwszymi etapami odbudowy miasta, strefą Wystawy Ziem Odzyskanych, strefą wdrażania socrealizmu, strefą „odwilży”, strefą małej stabilizacji, strefą propagandy sukcesu, strefą pierwszej „Solidarności” oraz stanu wojennego, wreszcie strefą przełomu roku 1989 i okresem nowoczesności lat 90. W układ chronologiczny wplatały się wątki przemian wyższych uczelni i środowiska naukowego, rozwoju przemysłowo-gospodarczego, instytucji i wydarzeń artystycznych, mediów (prasa, radio i tv) i wydawnictw, sukcesów sportowych, modernizacji infrastruktury miejskiej i ewolucji budownictwa oraz twórczości architektonicznej.
Ekspozycję uzupełniały instalacje: zawieszony w powietrzu niebieski tramwaj, dwupoziomowy bar-kawiarnia z 1946 roku, wielka mapa lotnicza Wrocławia (14 na 8 m), rekonstrukcja łuków Wystawy Ziem Odzyskanych, autentyczna scenografia do Księcia Niezłomnego – spektaklu Teatru Laboratorium Jerzego Grotowskiego z 1968 roku, mieszkanie z lat 60, zalane wodą mieszkanie przypominające o powodzi z 1997 roku, podziemia starego Rynku z pokazem fragmentów nowoczesnej infrastruktury zrealizowanej w latach 90, wiszący w górze szybowiec (produkowany we Wrocławiu), stalowy ptak (mobil) przemierzający uliczkę stanu wojennego, obrotowa makieta wrocławskiego Rynku i na koniec „Szklana kula 2000”.

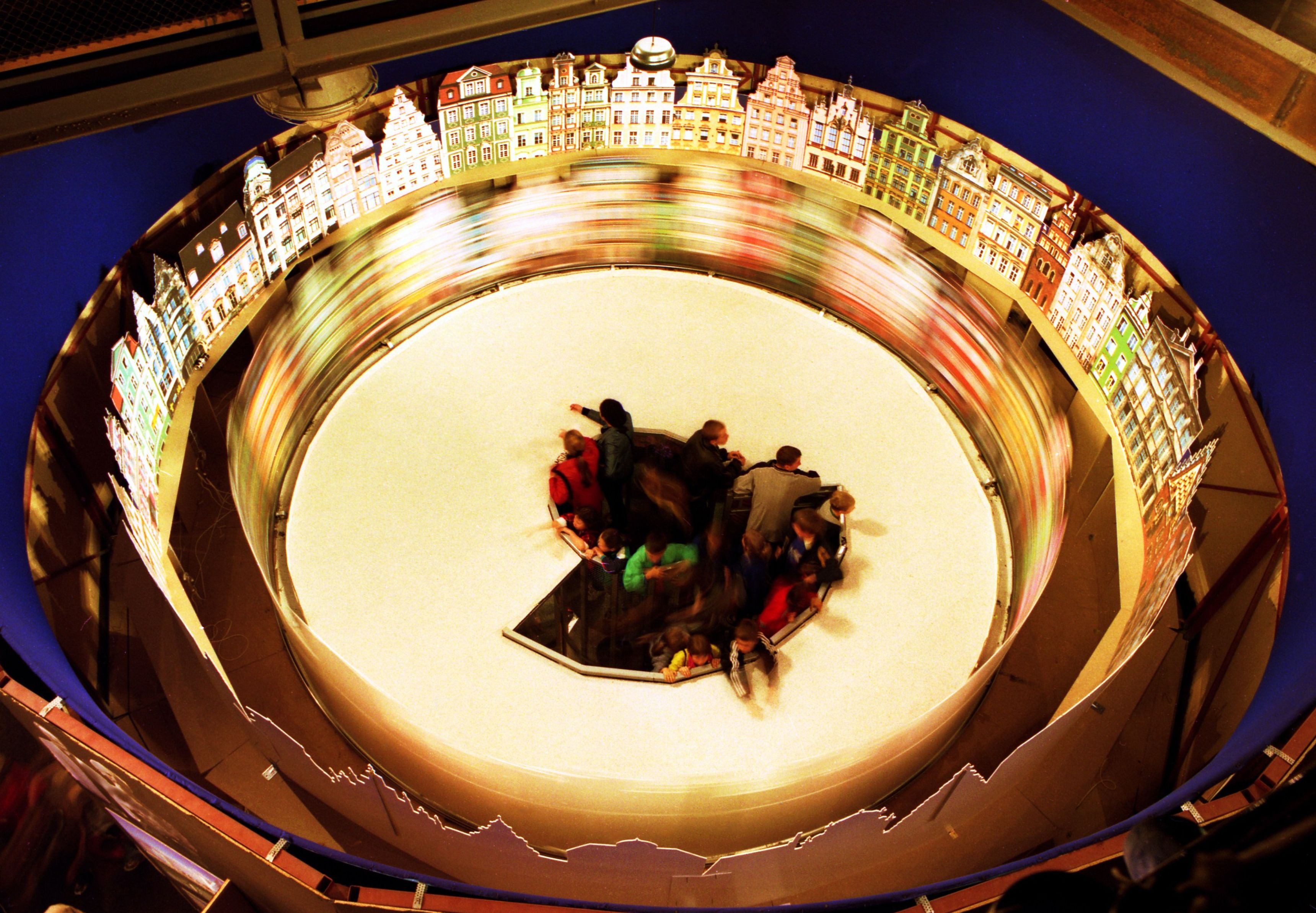
Wystawa Wrocław 2000 – moje miasto, obrotowa makieta Rynku Starego Miasta

Wystawa została podzielona na 18 stref dźwiękowych, ponadto wyświetlano montaże archiwalnych kronik filmowych i film komputerowy rekonstruujący Wystawę Ziem Odzyskanych. Zaprezentowano szczegółowe wystawy plastyczne (szkło artystyczne, meble, plakat, ekspozycja Biura Wystaw Artystycznych, lalki z Wrocławskiego Teatru Lalek). Poprzez całość ekspozycji przebiegał „Kurier Wspomnień” – montaż 55 plansz powiększonych stron gazety zestawionej z autentycznych tekstów publikowanych w prasie wrocławskiej od 1945 roku. W centralnej części wystawy zawieszono wizerunki 32. zasłużonych dla Wrocławia osób (byli to: Tadeusz Różewicz, Jerzy Grotowski, Sylwester Chęciński, Ludwik Hirszfeld, Hugo Steinhaus, Henryk Tomaszewski, Jan Miodek, Wanda Rutkiewicz, Ryszard Szurkowski, Igor Przegrodzki, Bogusława i Włodzimierz Trzebiatowscy i in.).
Przez kolejne sekcje przenikała ok. 200-metrowej długości, wysoka na 3 m ściana „Wstęga wrocławian” z imionami i nazwiskami osób mieszkających we Wrocławiu po 6 maja 1945 roku.
Według danych organizatorów wystawę obejrzało ok. 70 000 zwiedzających.

## Twórcy i realizatorzy
Wystawę przygotował zespół głównych projektantów w składzie: Michał Jędrzejewski (komisarz generalny), Stanisław Lose (zastępca komisarza generalnego), Włodzimierz Dolatowski i Mieczysław Piróg, z którymi współpracowało 12 ekspertów oraz 10 projektantów stref wydzielonych. W ramach ekspozycji plastycznych zaprezentowano prace ok. 60 artystów. Autorem oprawy muzycznej był Bogusław Klimsa.

## Nagrody
- 2000: Nagroda Allianz 2000 – Kultura, Nauka, Media
- 2001: Nagroda Prezydenta Wrocławia dla twórców wystawy Wrocław 2000 – moje miasto: W. Dolatowski, M. Jędrzejewski, S. Lose, M. Piróg[18]
- 2001: Nagroda Zespołowa Ministra Kultury dla prof. M. Jędrzejewskiego, ad. M. Piroga i ad. W. Dolatowskiego za wybitne osiągnięcia artystyczne (w związku z wystawą Wrocław 2000 – moje miasto)